# Jesús Blasco Monterde
Jesús Blasco Monterde   (Barcelona, 3 de novembre de 1919 - Barcelona, 21 d'octubre de 1995), va ser un autor de còmic català, creador de Cuto i Anita Diminuta. Jesús Blasco és el germà major d'una saga de dibuixants que constituirà l'anomenada factoria Blasco.

## Biografia i obra

### Infància i joventut (1919-1940)
Jesús Blasco és el germà major d'una saga de dibuixants que constituirà l'anomenada factoria Blasco.
L'abril de 1935, Jesús Blasco, aleshores un noi de 15 anys, molt afeccionat al dibuix, va enviar un dibuix al concurs de la revista Mickey, va guanya el primer premi, i li va valdre la confiança del director de la publicació, J.M.Huertas Ventosa, i li va donar feina a la revista.
El seu primer dibuix es va publicar en la revista Mickey, el 27 d'abril de 1935, quan només comptava setze anys, acabats de fer. Eixe mateix any va començar a col·laborar professionalment amb dos de les principals revistes de còmic de l'època, Pocholo i Boliche. En les pàgines d'aquesta darrera va aparèixer per primera vegada el seu personatge Cuto, protagonista d'una sèrie titulada Cuto, Gurripato y Camarilla.
Durant la guerra civil espanyola va ser mobilitzat i va combatre en l'exèrcit republicà. A l'acabar l'enfrontament, va ser reclòs en els Camps de concentració francesos, fins a 1940. Allí dibuixava per als guardians a canvi de menjar.

### Treballa per Consuelo Gil
Eixe mateix any va tornar a Catalunya, on va aconseguir treball com a director artístic de l'editorial Plaça, i com portadista per a les editorials Molí i Clíper. L'editora Consuelo Gil el va cridar per a col·laborar en el seu setmanari, Chicos, en el que Blasco publicaria les seues obres més importants. Va recuperar a Cuto, al que va donar ara els trets del seu germà Alexandre, convertint-lo en el xiquet aventurer més emblemàtic de la primera postguerra (comparat per alguns comentaristes amb Tintín, amb el que també compartix el gust pels pantalons bombatxos). Del personatge va dibuixar diverses aventures en les pàgines de Chicos, però destaquen sobretot Tragedia en Oriente (1945) i En los dominios de los sioux (1946).
Per a la revista Mis Chicas, també editada per Consuelo Gil, va crear a un altre personatge entranyable, Anita Diminuta (1941). En aquesta revista va publicar el còmic Los tres inseparables (1943).
També va realitzar diverses historietes bèl·liques, ambientades en la Segona Guerra Mundial. com La Escuadrilla de la Muerte (1941) o Episodios de Guerra (1948). Algunes de les seues creacions en aquesta època, tant en el camp del còmic realista com en l'humorístic, van ser: Chispita (1946), Kul-Hebra (1949), Tontone y CIA, Jim el Terrible, Smiley O'Hara (1950), Lex Tarron i Joe Bazooka.

### Factoria Blasco
En 1957 va començar a treballar per a l'agència britànica Fleetway, que li oferia millors perspectives que la raquítica indústria del còmic espanyol. Per al mercat britànic va dibuixar nombrosos còmics de l'Oest, com Billy the Kid, Wyatt Earp, Buffalo Bill, Shot Basky i Blackbow, sèries d'aventures com Moctezuma's Daughter, Edward and the Jumblies,The Indestructible Man, The Slave of the Screamer, Phantom of the Forest i Miss Taràntula, i el còmic de superherois Zarpa de Acero (Steel Claw). Des de 1968 va realitzar també treballs en l'àmbit francòfon, com el western Los guerrilleros, amb guions de Miquel Cussó, o una adaptació al còmic de la Bíblia, Unix Bible en Bande Dessinée, per a editorial Dargaud, un treball d'encàrrec que li va permetre pagar les seues factures. Per al mercat italià va realitzar una adaptació de El llibre de les meravelles, de Marco Polo, que a Espanya va publicar Bruguera en la seua col·lecció Joyas Literarias Juveniles.

### Premis
En 1982 va ser guardonat amb el Yellow Kid del Saló del Còmic de Lucca (Itàlia), un dels premis més importants que pot rebre un autor de còmics. Va iniciar, amb guions de Víctor Mora, una nova etapa de El Capitán Trueno, que va tindre curta vida a causa del tancament de Bruguera en 1986.
El 1986 va emprendre una altra col·laboració amb Mora, la sèrie Tallafero (1987). El seu darrer treball, i l'únic de còmic en català, gràcies als guions de Victor Mora. La sèrie narra les aventures de l'expedició dels Almogàvers, a partir de la crònica de Ramon Muntaner. La seua mort el 1995, deixa l'obra en mans del seu germà Adrià Blasco.

## Importància de l'obra de Jesús Blasco
A pesar de la precària situació de la postguerra i de què Blasco hagué d'acceptar treballs d'encàrrec per sobreviure, la seua obra destaca per damunt del còmic de postguerra i és comparable a la d'Alex Raymond, Harold Foster o Burne Hogarth. De fet, la seua obra és quasi més reconeguda a l'estranger que a casa nostra. Així, per exemple, Blasco és l'únic dibuixant no sols dels Països Catalans, sinó de l'Estat Espanyol amb dues obres citades (Cuto i Anita Diminuta) al Larousse: diccionari dels còmics.